# Ángel López Martinez
Pas d'image ? Cliquez ici
Ángel López Martinez, surnommé « Cintero », né le 6 mars 1936 à Saragosse (Aragon, Espagne), est un grimpeur et pyrénéiste espagnol qui a exercé son activité dans les montagnes de l’Aragon.

## Biographie
Attiré très jeune par la montagne, il entre en 1946 au Front des Jeunesses (Frente de Juventudes), une branche de la Phalange espagnole traditionaliste, organisation créée par les autorités franquistes pour encadrer et endoctriner les jeunes aux principes du Mouvement national, au travers de pratiques sportives : c’est alors le seul moyen d’accéder à ce sport. En 1951 il apprend les premières techniques de l’escalade et fait la connaissance de ses futurs compagnons de cordée, parmi lesquels Alberto Rabadá, Manuel Bescós et Rafael Montaner.
En 1953, à 17 ans, avec Rabadá et Bescós, ils réalisent la première répétition de la Peña Sola de Agüero, dont la première ascension remontait à 1946. Trois mois plus tard, la même cordée fait la première du Puro de Riglos, devançant de quelques jours la cordée du prestigieux grimpeur Jordi Panyella Renom « Pany » (1916-2008). Cet exploit marque une date dans l’histoire de la montagne espagnole.
En 1954, il entre aux Montagnards d’Aragon. Il réalise de nombreuses ouvertures dans les Mallos de Riglos, la Peña del Moro à Mezalocha, Ricla, la Foz de Salinas, etc. Il effectue la première répétition de l’éperon Clos à la brèche de Roland, du Puro de Vadiello et du Huevo de San Cosme.
Après son mariage avec la sœur d’Antonio Rabadá et la naissance de ses enfants, il arrête l’escalade de haut niveau, sans cesser pour autant son activité de grimpeur.
Il a été récompensé par de nombreux prix, la médaille d’or des Montagnards de l’Aragon, le prix Master Deporte du Gouvernement d’Aragon. Il est membre d’honneur du Groupe de haute montagne espagnol, et membre du Groupe pyrénéen de haute montagne (GPHM) français.

## Ascensions
- 1953, deuxième de la Peña Sola d’Agüero, avec Alberto Rabadá et Manuel Bescós
- 1953, première du Puro de Riglos, avec Alberto Rabadá et Manuel Bescós

## Sources
- Desnivel